# 乐土驿镇
乐土驿镇，是中华人民共和国新疆维吾尔自治区昌吉回族自治州玛纳斯县下辖的一个乡镇级行政单位。

## 行政区划
乐土驿镇下辖以下地区：
怡园社区、周家庄村、郑家庄村、张家庄村、梁家庄村、东湾村、黑梁村、柳树庄村、朱家庄村、赵家庄村、东馆子地村、文家庄村、乐土驿村、梧桐树村、下庄子村、上庄子村、焦家庄村、白杨树村和东梁村。